# 오스카르 타바레스
오스카르 와싱톤 타바레스 실바(스페인어: Óscar Wáshington Tabárez Silva, 1947년 3월 3일 ~ )는 우루과이의 축구 선수 출신 축구 감독으로 우루과이 축구 국가대표팀의 감독으로 17년간 재임했다. 그는 2006년 FIFA 월드컵 지역예선에서 탈락한 우루과이를 이끌고 2010 FIFA 월드컵 4위, 2011 코파아메리카 우승으로 이끌었다. 그의 부인인 실비아 마르티네스가 한때 테러 피해를 당하기도 했다.